# Kereplő verébsármány
A kereplő verébsármány (Spizella pusilla) a madarak osztályának verébalakúak (Passeriformes) rendjébe és a verébsármányfélék (Passerellidae) családjába tartozó faj. Egyes szervezetek a sármányfélék (Emberizidae) családba sorolják ezt a nemet.

## Rendszerezése
A fajt Alexander Wilson skót-amerikai ornitológus írta le 1810-ben, a Fringilla nembe Fringilla pusilla néven.

## Alfajai
- Spizella pusilla arenacea Chadbourne, 1886
- Spizella pusilla pusilla (A. Wilson, 1810)[2]

## Előfordulása
Kanada, az Amerikai Egyesült Államok és Mexikó, valamint Saint-Pierre és Miquelon területén honos. Természetes élőhelyei mérsékelt övi erdők, füves puszták és cserjések, valamint ültetvények. Vonuló faj.

## Megjelenése
Testhossza 15 centiméter, szárnyfesztávolsága 20 centiméter, testtömege 11-15 gramm.

## Életmódja
Magvakkal, pókokkal és rovarokkal táplálkozik.

## Természetvédelmi helyzete
Az elterjedési területe rendkívül nagy, egyedszáma ugyan csökken, de még nem éri el a kritikus szintet. A Természetvédelmi Világszövetség Vörös listáján nem fenyegetett fajként szerepel.